# 淮河社区行政事务管理中心
淮河社区行政事务管理中心，是中华人民共和国安徽省蚌埠市蚌山区下辖的一个乡镇级行政单位。

## 行政区划
淮河社区行政事务管理中心下辖以下地区：
银河社区、沁雅花园社区、友谊社区、民政家园社区、紫荆名流社区、光彩还原小区社区、锦绣社区、琥珀社区、文化广场社区、金新社区、碧水蓝天社区和戴湖村。